# Дивьон (кантон)
Дивьон (фр. Divion) — упраздненный кантон во Франции, регион Нор-Па-де-Кале, департамент Па-де-Кале. Входил в состав округа Бетюн.
В состав кантона входили коммуны (население по данным Национального института статистики за 2008 г.):
- Дивьон (7 153 чел.)
- Калонн-Рикуар (5 870 чел.)
- Марль-ле-Мин (5 783 чел.)

## Экономика
Структура занятости населения:
- сельское хозяйство — 0,4 %
- промышленность — 19,4 %
- строительство — 14,1 %
- торговля, транспорт и сфера услуг — 24,7 %
- государственные и муниципальные службы — 41,4 %

## Политика
На президентских выборах 2012 г. жители кантона отдали Франсуа Олланду в 1-м туре 29,3 % голосов против 28,6 % у Марин Ле Пен и 12,3 % у Николя Саркози, во 2-м туре в кантоне победил Олланд, получивший 69,4 % голосов (2007 г. 1 тур: Сеголен Руаяль — 26,6 %, Саркози — 16,5 %; 2 тур: Руаяль — 66,0 %). На выборах в Национальное собрание в 2012 г. по 10-му избирательному округу департамента Па-де-Кале они поддержали действующего депутата, члена Социалистической партии Сержа Жанкена, набравшего 43,0 % голосов в 1-м туре и 66,8 % — во 2-м туре. (2007 г.  Серж Жанкен (СП): 1 тур — 35,7 %, 2 тур — 74,9 %). На региональных выборах 2010 года в 1-м туре победил список коммунистов, собравший 33,9 % голосов против 24,0 % у социалистов, 18,1 % у Национального фронта и 6,6 % у списка «правых». Во 2-м туре единый «левый список» с участием социалистов, коммунистов и «зелёных» во главе с Президентом регионального совета Нор-Па-де-Кале Даниэлем Першероном получил 64,4 % голосов, Национальный фронт Марин Ле Пен занял второе место с 24,1 %, а «правый» список во главе с сенатором Валери Летар с 11,5 % финишировал третьим.
|  | Кандидат           | Партия                  | % голосов |
|  | ------------------ | ----------------------- | --------- |
|  | Андре Делькур      | Коммунистическая партия | 69,08     |
|  | Эрик Эдуар         | Социалистическая партия | 21,59     |
|  | Мари-Кристин Дюрье | Национальный фронт      | 9,33      |